# Sumber Rahayu (Rambang)
Sumber Rahayu is een bestuurslaag in het regentschap Muara Enim van de provincie Zuid-Sumatra, Indonesië. Sumber Rahayu telt 3765 inwoners (volkstelling 2010).